# Siramana Dembélé
 (janvier 2021).
Pour les articles homonymes, voir Dembélé.
Siramana Dembélé, né le 27 janvier 1977 à Paris, est un entraîneur et un ancien joueur de football français qui évoluait au poste de milieu défensif. Il est aujourd'hui adjoint de Sérgio Conceição au Milan AC.

## Biographie
N'ayant jamais intégré de centre de formation et préférant concilier carrières sportive et professionnelles, Dembélé n'est devenu joueur professionnel qu'à l'âge de 25 ans. Après avoir évolué en amateur en banlieue parisienne à Villiers-le-Bel, dans le Val-d'Oise (division d'honneur) et au FC Les Lilas (CFA), il rejoint, pendant la saison 2002/2003, l'Olympique d'Alès (National) entrainé par René Marsiglia, qui décide de l'amener avec lui lors de son retour à l'AS Cannes pour la saison 2003/2004. 
Révélation de la saison et supervisé par le RC Strasbourg, il signe finalement la saison suivante au Nîmes Olympique. En juin 2005, il s'engage avec le club portugais du Vitória Setubal où il éclate complètement. En décembre 2005, il résilie son contrat en raison de salaires impayés et rejoint le Standard de Liège. Bien que rarement titulaire, Dembélé jouit d'une belle réputation et est souvent acclamé par les supporters malgré son manque de temps de jeu et son rôle de joker de luxe.
Le 26 août 2008, le Standard de Liège annonce son transfert vers le club Israélien du Maccabi Petah-Tikvah. Il met un an plus tard un terme à sa carrière de footballeur pour retourner au Standard de Liège, cette fois en tant qu'entraîneur-adjoint sous la direction de László Bölöni.

## Palmarès

### En tant que joueur
- Champion de Belgique en 2008 et 2009 avec le Standard de Liège
- Vainqueur de la Supercoupe de Belgique en 2008 avec le Standard de Liège
- Finaliste de la Coupe de Belgique en 2007 avec le Standard de Liège

### En tant qu'adjoint
|  |  | AC Milan - Supercoupe d'Italie - Vainqueur : 2024 |  | FC Porto - Championnat du Portugal - Champion : 2018, 2020 et 2022 - Vice-champion : 2019, 2021 et 2023 - Coupe du Portugal - Vainqueur : 2020, 2022, 2023 et 2024 - Finaliste : 2019 - Coupe de la Ligue - Vainqueur : 2023 - Finaliste : 2019 et 2020 - Supercoupe du Portugal - Vainqueur : 2018, 2020 et 2022 |  | SC Braga - Coupe du Portugal - Finaliste : 2015 |  | Standard de Liège - Coupe de Belgique 2011 |